# Camps-sur-l'Agly
Camps-sur-l'Agly är en kommun i departementet Aude i regionen Occitanien  i södra Frankrike. Kommunen ligger  i kantonen Couiza som ligger i arrondissementet Limoux. År 2022 hade Camps-sur-l'Agly 61 invånare.

## Befolkningsutveckling
Antalet invånare i kommunen Camps-sur-l'Agly
Referens: INSEE